# Jai Hindley
Jai Hindley (* 5. Mai 1996 in Perth) ist ein australischer Radrennfahrer. Er ist der Gesamtsieger des Giro d’Italia 2022.

## Sportliche Laufbahn
2016 wurde Hindley Zweiter in der Gesamtwertung beim irischen Etappenrennen An Post Rás, gewann das Eintagesrennen Gran Premio Capodarco und beendete wenig später die Tour de l’Avenir auf Rang fünf im Gesamtklassement.
2017 wechselte er zu Mitchelton-Scott, der Nachwuchsmannschaft von Orica-Scott, und wurde bei der Herald Sun Tour Zweiter im Gesamtklassement sowie bester Nachwuchsfahrer. Außerdem gewann er das italienische Etappenrennen Toscana Terra di Ciclismo Eroica. Beim Giro Ciclistico d’Italia, dem Nachwuchsrennen des Giro d’Italia, gewann er zudem eine Etappe und wurde Dritter im Gesamtklassement. Zum Ende der Saison konnte er außerdem die Tour of Fuzhou für sich entscheiden, bei der er auch eine Etappe gewann.

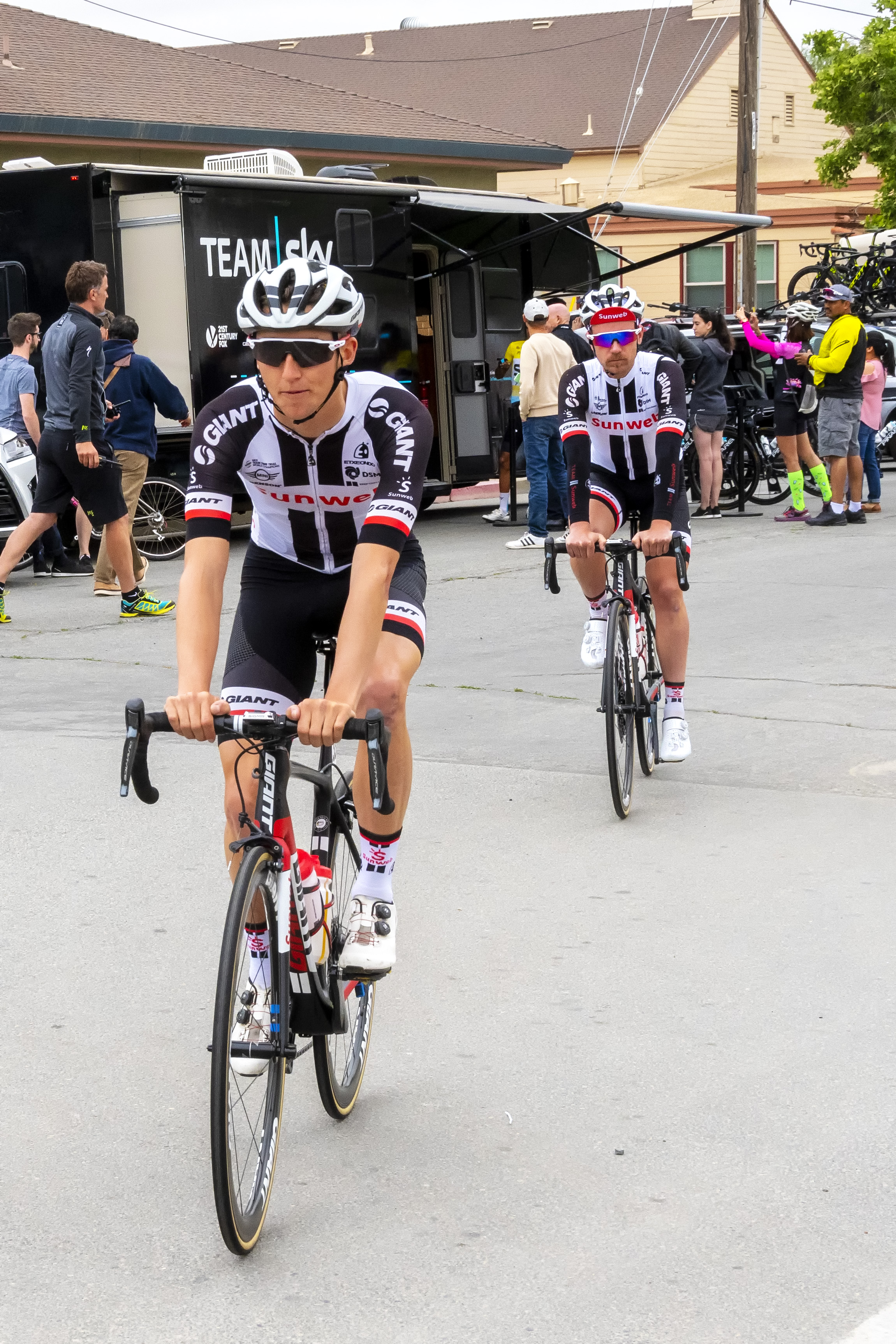
Hindley (li.) bei der Kalifornien-Rundfahrt 2018

2018 unterzeichnete Hindley einen Vertrag beim UCI WorldTeam Sunweb. Er startete bei der Vuelta a España und beendete seine erste Grand Tour als 32. der Gesamtwertung. Ein Jahr später bestritt er den Giro d’Italia 2019, bei dem er den 35. Rang belegte, ehe er mit zwei Sekunden Rückstand Zweiter der Gesamtwertung der Polen-Rundfahrt wurde.
Im Frühjahr des Jahres 2020 sicherte er sich die Gesamtwertung der Herald Sun Tour, nachdem er beide Bergankünfte des Etappenrennens gewonnen hatte. Am Ende der Saison bestritt er den Giro d’Italia 2020, der aufgrund der COVID-19-Pandemie erst im Oktober stattfand. Bereits auf der 15. Etappe, die mit der ersten Bergankunft in den Alpen endete, präsentierte er sich als einer der stärksten Fahrer, als er sich im Schlussanstieg nach Piancavallo gemeinsam mit seinem Teamkollegen Wilco Kelderman und dem Briten Tao Geoghegan Hart von den restlichen Fahrern absetzte. Auf der 18. Etappe, die beim Lago di Cancano endete, gewann er seine erste Grand Tour-Etappe, nachdem er sich im Anstieg auf das Stilfser Joch gemeinsam mit Tao Geoghegan Hart abgesetzt hatte. Sein Teamkollege Wilco Kelderman übernahm das Rosa Trikot, obwohl auch er viel Zeit auf den Etappensieger verlor. Auf der 20. Etappe, die mit einer weiteren Bergankunft in Sestriere zu Ende ging, stellte sich Jai Hindley nicht in die Dienste seines gesamtführenden Mannschaftskollegen, sondern folgte den Attacken von Tao Geoghegan Hart, hinter dem er die Etappe auf dem zweiten Platz beendete und so die Maglia Rosa einen Tag vor dem Ende der Rundfahrt übernahm. Im Abschlusszeitfahren verlor er das Trikot jedoch an den Briten, der sich schlussendlich mit 39 Sekunden Vorsprung den Gesamtsieg sicherte.
Im Jahr 2021 konnte Jai Hindley nicht an seine Leistungen im Vorjahr anschließen und gab den Giro d’Italia 2021 nach der 13. Etappe auf. Mit einem Rückstand von mehr als 17 Minuten lag er zu diesem Zeitpunkt auf dem 25. Gesamtrang.
Zur Saison 2022 wechselte Hindley zum Team Bora-hansgrohe. Nach Platz fünf bei Tirreno–Adriatico ging er ein weiteres Mal beim Giro d’Italia an den Start, wobei er erneut an der Seite von Wilco Kelderman startete, der ebenfalls zum deutschen UCI WorldTeam gewechselt war. Mit seinem Etappensieg bei der Bergankunft der 9. Etappe auf dem Gipfel des Blockhaus in den Abruzzen etablierte sich Hindley jedoch als klarer Kapitän der Mannschaft. Im Schlussanstieg der 20. Etappe auf den Passo Fedaia distanzierte Hindley den bis dahin führenden Richard Carapaz und übernahm die Maglia Rosa und gewann als erster Australier die Gesamtwertung des Giro d’Italia. Am Ende der Saison belegte er bei der Vuelta a España 2022 den 10. Gesamtrang.
Im Jahr 2023 ging Hindley erstmals an den Start der Tour de France. Nachdem er als Solist die 5. Etappe in Laruns gewann, konnte Hindley für einen Tag das Gelbe Trikot übernehmen. In der Gesamtwertung belegte er schlussendlich den 7. Rang.
Im Frühjahr 2024 wurde Jai Hindley Gesamtdritter der Fernfahrt Tirreno–Adriatico, ehe er die Tour de France als Helfer von Primož Roglič bestritt, der seit Jahreswechsel für die Red Bull-Bora-hansgrohe-Mannschaft fuhr. Nach dem Ausscheiden des Slowenen belegte Jai Hindley letztlich den 18. Gesamtrang.
In der Saison 2025 zeigte der zwischenzeitlich 28-jährige Australier zunächst mit Top 10-Platzierungen bei Tirreno–Adriatico und der Tour of the Alps auf, ehe er an der Seite von Primož Roglič beim Giro d’Italia an den Start ging. Dabei kam er jedoch auf der 6. Etappe zu Sturz und zog sich neben einem Bruch des dritten Lendenwirbels auch eine leichte Gehirnerschütterung zu. Nach einer längeren Rennpause kehrte Jai Hindley Anfang August bei der Burgos-Rundfahrt ins Renngeschehen zurück, ehe er die Red Bull-Bora-hansgrohe-Mannschaft bei der Vuelta a España anführen soll.

## Erfolge
2016
- Gran Premio Capodarco

2017
- Nachwuchswertung Herald Sun Tour
- Gesamtwertung, Bergwertung und Mannschaftszeitfahren Toscana Terra di Ciclismo Eroica
- eine Etappe Giro Ciclistico d’Italia
- Gesamtwertung und eine Etappe Tour of Fuzhou

2020
- Gesamtwertung, zwei Etappen und Bergwertung Herald Sun Tour
- eine Etappe Giro d’Italia

2022
- Gesamtwertung und eine Etappe Giro d’Italia

2023
- eine Etappe Tour de France

## Grand-Tour-Platzierungen
| Grand Tour            | 2018 | 2019 | 2020 | 2021 | 2022 | 2023 | 2024 | 2025 |
| --------------------- | ---- | ---- | ---- | ---- | ---- | ---- | ---- | ---- |
| Giro d’ItaliaGiro     | –    | 35   | 2    | DNF  | 1    | –    | –    | DNF  |
| Tour de FranceTour    | –    | –    | –    | –    | –    | 7    | 18   | –    |
| Vuelta a EspañaVuelta | 32   | –    | –    | –    | 10   | –    | –    | …    |